# Slaget vid Praga
Slaget vid Praga ägde rum den 15 oktober 1705 (enligt den svenska kalendern; 14 oktober enligt den julianska och 25 oktober enligt den gregorianska) nära staden Warszawa i Polen under det stora nordiska kriget. En svensk styrka på över 270 soldater understödda av cirka 140 soldater polsk-litauiska soldater under ledning av Valentin Dahldorff besegrade en polsk-sachsisk-rysk armé på 5 000 man under befäl av Michał Serwacy Wiśniowiecki och Aleksandr Mensjikov.
Efter Otto Arnold Paijkulls misslyckade nederlag vid Rakowitz tre månader tidigare, med uppdraget att  stoppa kung Stanisław Leszczyńskis kröning, försökte den polske befälhavaren Wiśniowiecki och den ryske befälhavaren Mensjikov överfalla en svensk patrullstyrka som vaktade bron över floden Vistula från Praga till Warszawa. De ville erövra och förstöra bron, som annars skulle bistå de svenska krigsrörelserna i området. Endast Dal- och Upplands regementen stod kvar för att beskydda den polska kröningen i Warszawa, medan den svenska huvudarmén under Karl XII befann sig vid Błonie. En del av koalitionsarmén lyckades överfalla och besegra en polsk styrka på omkring 140 man, trogna till Leszczynski, inne i Praga medan resten anföll de 40 svenska patrullsoldaterna som bevakade brohuvudet. Koalitionsstyrkorna lyckades ta sig till mitten av bron innan de hindrades av tolv patrullsoldater. Dessa höll stånd vid bron tills svenska förstärkningar anländer till bron, då dessa alarmerades av muskötelden. 20 soldater från Upplands regemente under Daldorff kommer till bron, vilket tvingade koalitionsstyrkorna att dra sig tillbaka. Men vid samma brohuvud förstärktes koalitionsstyrkorna av resten av de soldater som bekämpat den polska vaktstyrkan i Praga. De fördelades runt brohuvudet och sköt massiva skottsalvor och kanoneld, med sex kanoner som de tidigare tagit från polackerna, mot de utsatta svenskarna som drog sig tillbaka över bron efter att ha förlorat många män. Bron erövras av koalitionsstyrkorna, men senare kommer ytterligare svenska förstärkningar på 210 soldater från Dal- och Upplands regementen. Dessa fördelades och motattackerade  de överlägsna koalitionsstyrkorna vid bron, som drevs tillbaka mot Praga och tvingas senare retirera efter att resten av Dalregementet under Gustaf Siegroth kommer dit och jagar bort dem.
I denna strid förlorade svenskarna omkring 100 soldater (varav dalregementet förlorade 17 döda och 53 sårade soldater) medan de polsk-allierades förluster är okända. De polska-sachsisk-ryska styrkorna förlorade omkring 250 soldater. Cirka 270 svenskar och 140 polacker deltog i striderna före Dalregementets ankomst, vilket skulle innebära att den svensk-polska styrkan uppskattades räkna mellan 500 och 1 000 soldater.